# Serhij Sytin
Serhij Valerijovyč Sytin (in ucraino Сергій Валерійович Ситін?; Avdiïvka, 19 luglio 1982) è un giocatore di calcio a 5 ucraino con cittadinanza russa.

## Carriera

### Club
Pivot brevilineo e possente, debutta giovanissimo nella massima serie ucraina con il Telecom Donec'k dimostrando fin da subito una straordinaria prolificità. Acquistato dallo Šachtar, vince quattro campionati nazionali, tre Coppe d'Ucraina e due Supercoppe in appena cinque stagioni. Nella stagione 2006-07 vince inoltre la classifica dei marcatori, andando in rete 37 volte. Con i minatori debutta inoltre nelle competizioni europee, vincendo la classifica marcatori della Coppa UEFA 2006-07. Nel 2007 si trasferisce alla Sparta Ščëlkovo, rinunciando alla cittadinanza ucraina per acquisire quella russa. Dopo un biennio passa alla Dina Mosca con cui vince, nella stagione 2013-14, il campionato russo.

### Nazionale
Prima di acquisire la cittadinanza russa, Sytin ha preso parte a tre campionati europei e una Coppa del Mondo con la nazionale maschile di calcio a 5 dell'Ucraina. Il miglior traguardo raggiunto da Sytin con l'Ucraina è stata la finale del campionato europeo 2003 persa contro l'Italia.

## Palmarès
- Campionato ucraino: 4
Šachtar: 2001-02, 2003-04, 2004-05, 2005-06
- Coppa d'Ucraina: 3
Šachtar: 2002-03, 2003-04, 2005-06
- Supercoppa ucraina: 2
Šachtar: 2005, 2006
- Campionato russo: 1
Dina Mosca: 2013-14